# Њу Хармони (Јута)
Њу Хармони (енгл. New Harmony) град је у америчкој савезној држави Јута.

## Демографија
По попису из 2010. године број становника је 207, што је 17 (8,9%) становника више него 2000. године.
| Група             | 2000.       | 2010.       |
| Белци             | 183 (96,3%) | 196 (94,7%) |
| Афроамериканци    | 0 (0,0%)    | 0 (0,0%)    |
| Азијати           | 0 (0,0%)    | 0 (0,0%)    |
| Хиспаноамериканци | 5 (2,6%)    | 8 (3,9%)    |
| Укупно            | 190         | 207         |